# Fagraea gracilipes
Fagraea gracilipes är en gentianaväxtart som beskrevs av Asa Gray. Fagraea gracilipes ingår i släktet Fagraea och familjen gentianaväxter. Inga underarter finns listade i Catalogue of Life.